# Джорджо Бралья
Джорджо Бралья (італ. Giorgio Braglia, нар. 19 лютого 1947, Бомпорто) — італійський футболіст, що грав на позиції флангового півзахисника, зокрема за «Наполі» та «Мілан».

## Ігрова кар'єра
Народився 19 лютого 1947 року в місті Бомпорто. Вихованець футбольної школи клубу «Модена». Дорослу футбольну кар'єру розпочав 1967 року в основній команді того ж клубу, в якій провів два сезони, взявши участь у 46 матчах чемпіонату. 
Згодом з 1969 по 1973 рік грав у складі команд «Рома», «Брешія», «Фіорентина» та «Фоджа».
Своєю грою за останню команду привернув увагу представників тренерського штабу клубу «Наполі», до складу якого приєднався 1973 року. Відіграв за неаполітанську команду наступні три сезони своєї ігрової кар'єри. Більшість часу, проведеного у складі «Наполі», був основним гравцем команди. У розіграші 1975/76 допоміг команді вибороти титул володаря Кубка Італії.
1976 року уклав контракт з «Міланом». У його складі провів два роки своєї кар'єри гравця, проте за цей час лише тричі виходив на поле в іграх першості. Натомість використовувався здебільшого в кубкових змаганнях. Зокрема у розіграші Кубка Італії 1976/77 зробив вагомий внесок у здобуття цього трофею «Міланом», ставши із шістьма забитими голами найкращим бомбардиром турніру.
Завершував ігрову кар'єру у «Фоджі», за яку грав протягом 1977—1978 років.

## Титули і досягнення

### Командні
- Володар Кубка Італії (2):

«Наполі»: 1975—1976
«Мілан»: 1976—1977

### Особисті
- Найкращий бомбардир Кубка Італії (1):

1976—1977 (6 голів, разом Еджидіо Каллоні)